# ژان-کلود میلنر
ژان-کلود میلنر (انگلیسی: Jean-Claude Milner؛ زادهٔ ۱ ژانویهٔ ۱۹۴۱) زبان‌شناس، فیلسوف اهل فرانسه است.
زمینه‌های تخصصی او در زمینه زبان‌شناسی (همراه با رولان بارت) و در زمینه روان‌کاوی (از طریق تدریس و دوستی با ژاک لاکان) بوده‌است.